# AC Sparta Prag
För ishockeylaget, se HC Sparta Prag.
AC Sparta Prag är en fotbollklubb i Tjeckien, grundad 1893.
Sparta Prag har alltid varit en av Tjeckiens (och Tjeckoslovakiens) mest framgångsrika klubbar och har genom åren haft flera landslagsspelare. Under senare år har Sparta Prag varit med i Uefa Champions League ett flertal gånger och utmanat de stora klubbarna framgångsrikt.
2010 tog Sparta Prag återigen en mästartitel. De senaste årens framgångar har lett till ett återkommande deltagande i de internationella cuperna och därav en nyvunnen uppmärksamhet. Bland annat har mästarklubbens popularitet gjort avtryck i Sverige, där flera supportergrupper till laget har bildats. SSPF (Swedish Sparta Prague Fans) är ett exempel på dessa, som arrangerar resor till klubbens matcher varje säsong.

## Meriter

### Tjeckoslovakien
- Tjeckoslovakiska mästare (25): 1912, 1919, 1922, 1926, 1927, 1932, 1936, 1938, 1939, 1944, 1946, 1948, 1952, 1954, 1965, 1967, 1983, 1984, 1985, 1987, 1988, 1989, 1990, 1991, 1993
- Tjeckoslovakiska cupmästare (12): 1909, 1943, 1944, 1946, 1964, 1972, 1976, 1980, 1984, 1988, 1989, 1992

### Tjeckien
- 1. česká fotbalová liga (13): 1994, 1995, 1997, 1998, 1999, 2000, 2001, 2003, 2005, 2007, 2010, 2014, 2023
- Tjeckiska cupmästare (8): 1996, 2004, 2006, 2007, 2008, 2014, 2020, 2024
- Tjeckiska supercupmästare (1): 2010

## Kända spelare
Exempel på spelare är:
- Pavel Nedvěd
- Petr Čech
- Tomáš Rosický
- Jan Koller
- Karel Poborský
- Josef Maleček
- Wilfried Bony